# Getåravinen
Getåravinen är ett naturreservat i Norrköpings kommun i Östergötlands län.
Området är naturskyddat sedan 2014 och är 25 hektar stort. Reservatet omfattar en förgrenad bäckravin på södra delen av Kolmården ner mot Getå och Bråviken. Reservatet består av gammal gran- och tallskog med inslag av lövträd.